# Großes Wiesbachhorn
El Großes Wiesbachhorn  es una montaña en el estado federal de Salzburgo, Austria y, con 3,564  metros sobre el nivel del mar (AA) (según otras fuentes 3,570  metros sobre el nivel del mar (AA) ), es el tercer pico más alto de la cadena Hohe Tauern. 
Su cumbre totalmente cubierta de nieve firme es el pico principal de la cadena en Fusch/Kaprun y a menudo se ve en la literatura alpina como un rival del Großglockner. La gran pendiente en su lado este y sureste se precipita hasta los 2,418 metros en el río Fuscher Ache: la mayor diferencia de altura entre la cima de una montaña y el fondo del valle en los Alpes orientales. De importancia alpinista, fue el primer ascenso de la Cara Noroeste (Nordwestwand) el 15 de julio de 1924 realizado por Franz Riegele y Willo Welzenbach. Fueron los primeros en usar clavos de hielo (Eisnägel) para ayudarse; estos clavos se desarrollaron más tarde hasta convertirse en los tornillos de hielo utilizados hoy. La cara noroeste era una de las paredes de hielo clásicas de los Alpes orientales; sin embargo, el hielo se ha derretido desde entonces. 

## Ubicación y superficie
El Großes Wiesbachhorn está casi completamente rodeado de glaciares. Al norte se encuentran los Wielingerkees, al noreste los Sandbodenkees fluyen hacia el este y hacia el Sandboden y luego hacia el río Fuscher Ache. Al sur se encuentra el Teufelsmühlkees y en el oeste el Kaindlkees. Una montaña vecina importante al norte, separada por la brecha de 3.211 metros de altura del Sandbodenscharte, es el Kleines Wiesbachhorn con una altura de 3.286 metros. Al suroeste, al otro lado de la Wielingerscharte de 3.265 metros de altura. entre los glaciares y Kaindlkees Teufelsmühlkees, se encuentra los dos picos Bratschenköpfe (3.413 y 2.401 metros de altura). Al oeste, el terreno cae hacia el embalse de Mooserboden, hacia el este, hacia el Fuscher Tal. El asentamiento importante más cercano es Fusch an der Großglocknerstraße, a unos 10 kilómetros al norte en línea recta. 

## Ascensiones
La ruta utilizada originalmente por los granjeros de Fusch a fines del siglo XVIII rara vez se usa hoy en día. Comienza en Ferleiten y se tarda 3 horas y media en llegar al refugio Schwarzenberg y desde allí otras 4 horas más allá de los picos Bratschenköpfe hasta la cima del Cuerno. El punto de inicio habitual actual para ascensos es el Heinrich Schwaiger Haus. Desde allí, la ruta estándar pasa por Oberen Fochezkopf y a lo largo de la cresta Kaindlgrat hasta la cima en aproximadamente 3 horas En la sección central de la ruta hay un borde firme inclinado unos 35 ° (Firnschneide ), las secciones de roca están clasificadas en el grado de escalada UIAA I. Las rutas clásicas a través de al Cara Noroeste de 500 metros de altura requerían habilidades de escalada en hielo capaces de hacer frente a gradientes de hasta 60 °.

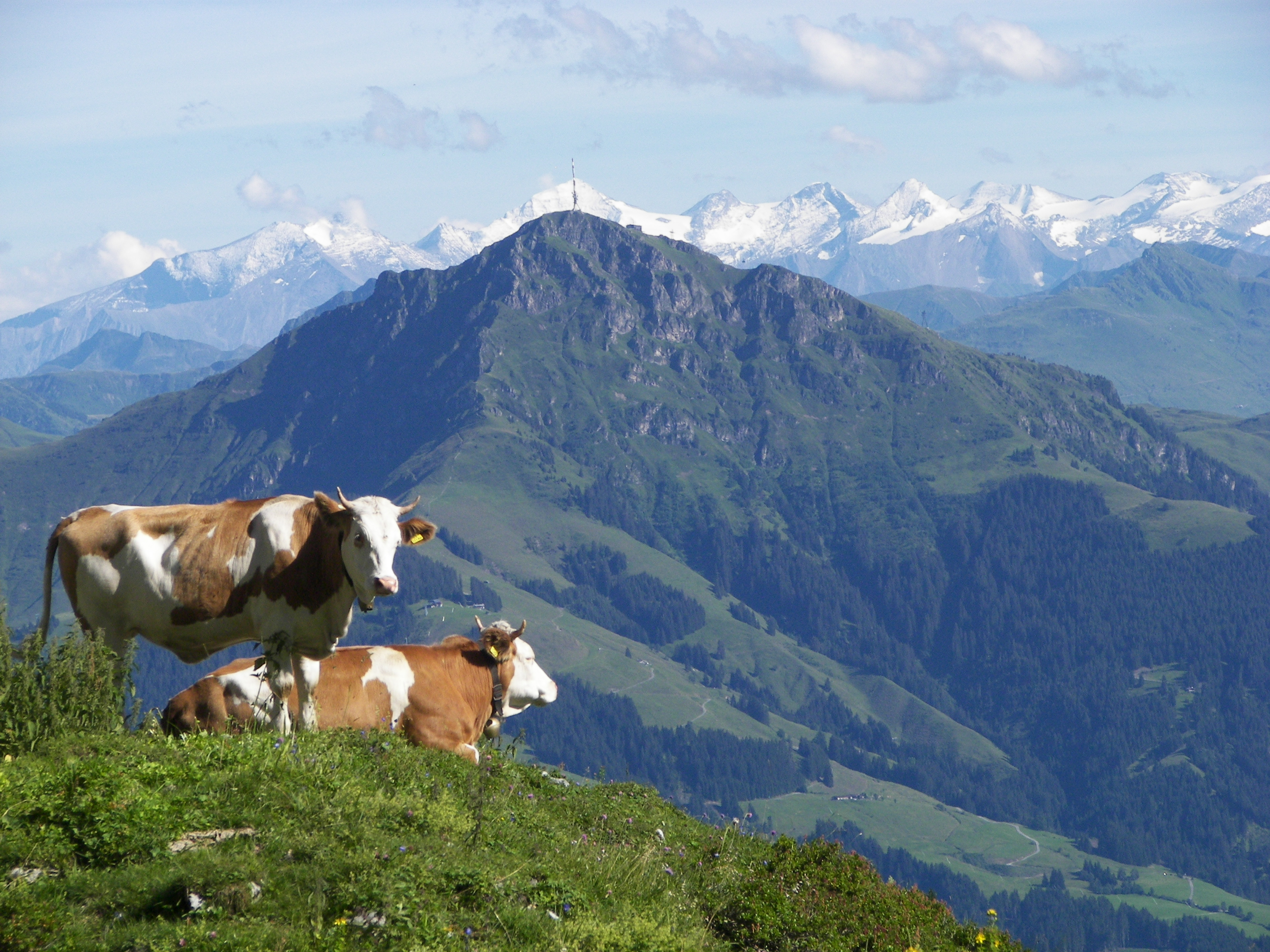
Grupo Wiesbachhorn, desde el norte sobre el Cuerno Kitzbüheler
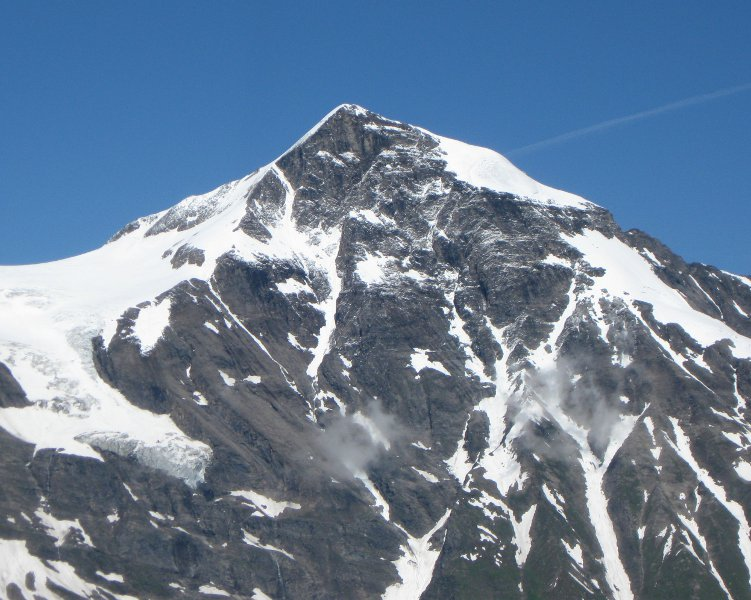
Großes Wiesbachhorn
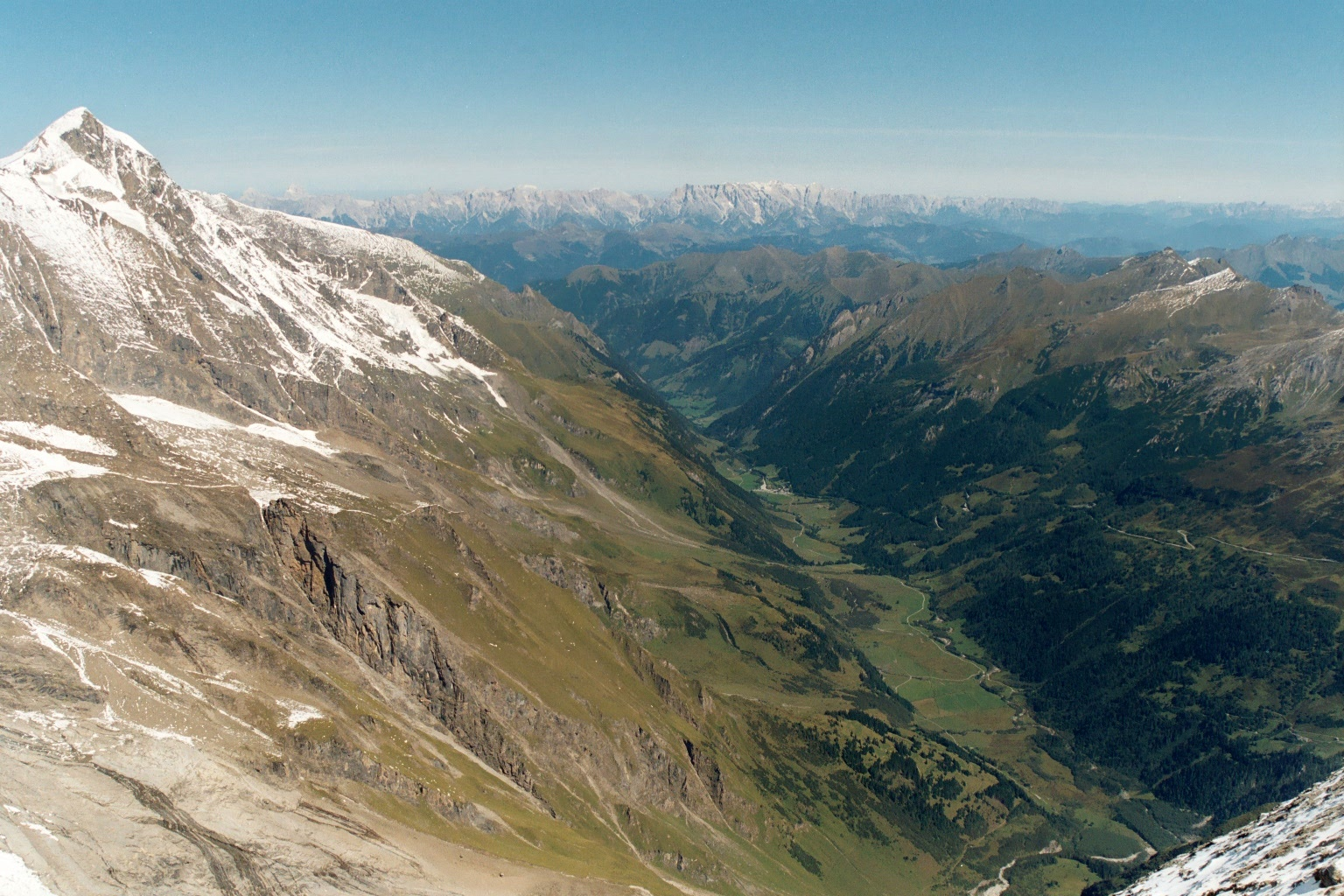
La cima del Großes Wiesbachhorn está a más de 2,400 metros sobre el valle del Fuscher Ache